# Conscripto Bernardi
Conscripto Bernardi är en ort i Argentina.   Den ligger i provinsen Entre Ríos, i den nordöstra delen av landet, 400 km norr om huvudstaden Buenos Aires. Conscripto Bernardi ligger 70 meter över havet och antalet invånare är 1 464.
Terrängen runt Conscripto Bernardi är mycket platt. Runt Conscripto Bernardi är det mycket glesbefolkat, med 5 invånare per kvadratkilometer..
Trakten runt Conscripto Bernardi består i huvudsak av gräsmarker.